# Чечев, Александр Александрович
Александр Александрович Чечев (1899—1964) — сотрудник НКВД СССР, полковник, заместитель министра Внутренних дел Литовской ССР, начальник Степлага.

## Биография
Родился 11 октября 1899 в деревне Кужадон Дальне-Константиновского района Горьковской области, по другим требующим подтверждения сведениям родился в семье рабочего в городе Смоленске. 
C 5 февраля 1918 года начал службу в РККА, участник гражданской войны, в 1922 году ранен, закончил службу в армии. С 1922 по 1 января 1955 года  работал в органах госбезопасности. Вступил в ВКП(б) в 1919 году). 7 апреля 1936 присвоено звание лейтенанта государственной безопасности, сотрудник НКВД по Челябинской области.
До 11 мая 1937	служил	начальником отдела трудовых колоний для несовершеннолетних УНКВД Челябинской обл.
С 11 мая 1937 временно исполняющим должность начальника Златоустовской тюрьмы ГУГБ НКВД, был начальником этой тюрьмы до 25 апреля 1939 года.
С 25 апреля 1939 по 2 ноября 1939 начальник Соловецкой тюрьмы особого назначения. В связи с её закрытием организовал отправку в Наркомпрос РСФСР 28 ящиков с наиболее ценными экспонатами для «дележа между музеями». 11 апреля 1939 присвоено звание капитана государственной безопасности, работал сотрудником Главного транспортного управления НКВД СССР.
В 1939—1941 годах имел звание капитана госбезопасности, начальник 2-го отдела Главного тюремного управления НКВД СССР. В том числе, отвечал за перевод узников-поляков западно-белорусских тюрем в Минскую тюрьму (на одно из их мест их расстрела). Для успешности операции командирован в Минск.
В 1941 г. — начальник Томской спецтюрьмы УНКВД, впоследствии начальник тюрем и лагерей в Таджикской ССР, начальник Тюремного отдела — заместитель наркома Внутренних дел (МВД) Литовской ССР (1945—1948 гг.). Начальник Степлага (Особый лагерь № 4, Казахская ССР) (апрель 1948—1954 гг.). Отправлен на пенсию в сентябре 1954, согласно служебной картотеке окнчание срока службы 1 января 1955.
Скончался в 1964 году.

## В «Архипелаге ГУЛАГ»
А. И. Солженицын многократно упоминает Чечева в своём исследовании «Архипелаг ГУЛАГ»:

Для полковника Чечева, начальника всего Степлага, Спасское лагерное отделение было из самых любимых. Прилетев сюда из Караганды на самолёте, дав себе почистить сапоги на вахте, этот недобрый коренастый человек шёл по зоне и присматривался, кто ещё у него не работает. Он любил говорить: «Инвалид у меня во всем Спасске один — без двух ног. Но и он на лёгкой работе — посыльным работает». Одноногие все использовались на сидячей работе: бой камня на щебенку, сортировка щепы. Ни костыли, ни даже однорукость не были препятствием к работе в Спасске. Это Чечев придумал — четырёх одноруких (двух с правой рукою и двух с левой) ставить на носилки. Это у Чечева придумали — вручную крутить станки мехмастерских, когда не было электроэнергии. Это Чечеву нравилось — иметь «своего профессора», и биофизику Чижевскому он разрешил устроить в Спасске лабораторию (с голыми столами). Но когда Чижевский из последних бросовых материалов разработал маску против силикоза для джезкаганских работяг, — Чечев не пустил её в производство. Работают без масок, и нечего мудрить. Должна же быть оборачиваемость контингента.

## Награды
- Орден «Знак Почёта» (20.09.1943)[1]
- Орден Красного Знамени (15.01.1945)[1]
- Орден Ленина (21.02.1945)[1]
- Орден Отечественной войны II степени (31 мая 1945 г.)[9]
- Медаль «ХХ лет РККА» (22.02.1938)[1]
- «Заслуженный работник НКВД» (22.03.1946).